# Katharine Lee Bates
Katharine Lee Bates (ur. 1859, zm. 1929) – poetka amerykańska.

## Życiorys

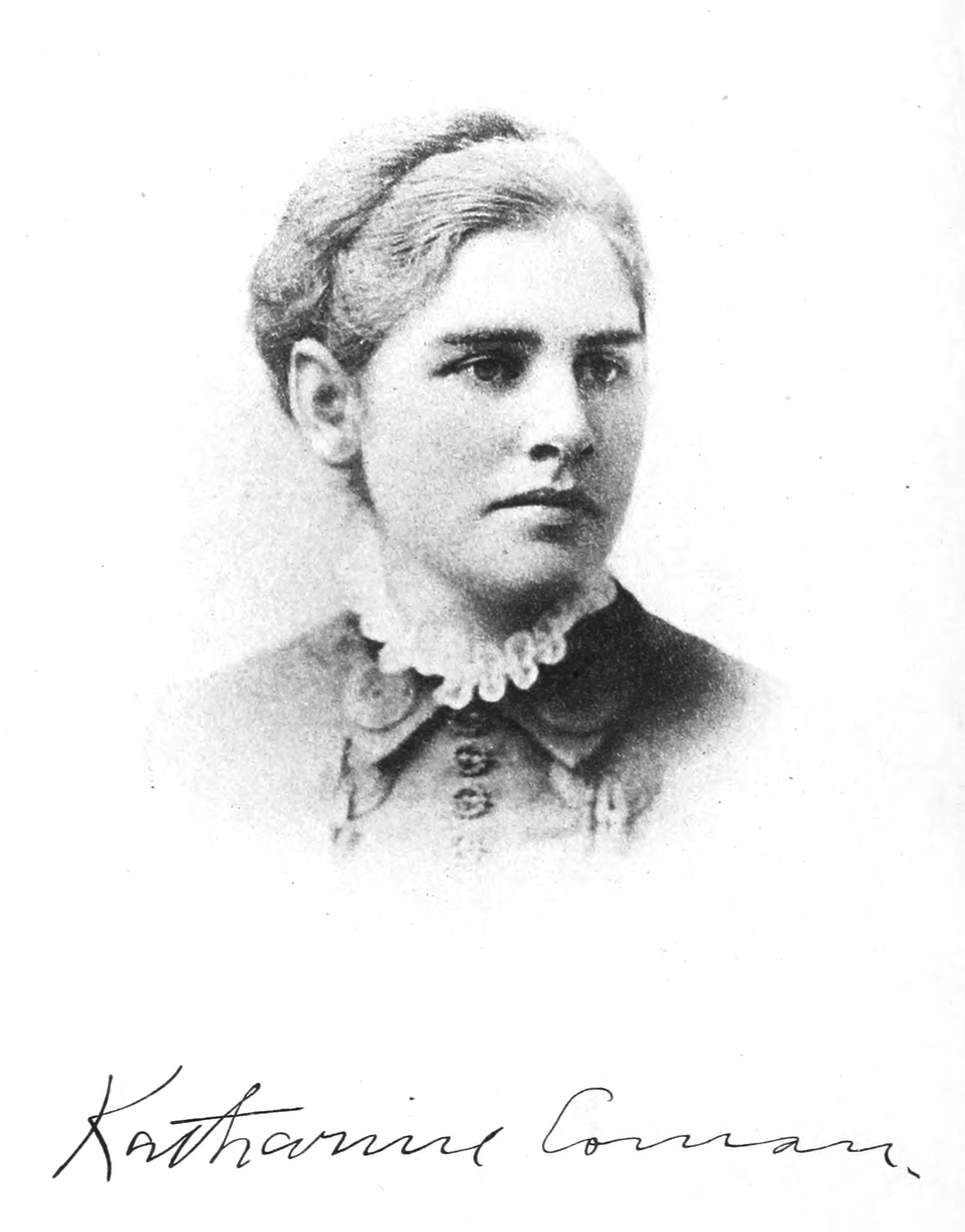
Katharine Coman, wieloletnia partnerka Katharine Lee Bates

Katharine Lee Bates urodziła się 12 sierpnia 1859 w miejscowości Falmouth w stanie Massachusetts. Ojciec poetki był pastorem Congregational Church. Zmarł na skutek urazu pleców, kiedy przyszła poetka miała zaledwie miesiąc. Była dotąd wychowywana przez matkę. Ukończyła Wellesley College przy wsparciu dwóch starszych braci. Rok studiowała na Oxford University. Powróciła wtedy na Wellesley College jako nauczycielka literatury angielskiej. Dorabiała do pensji, dużo pisząc. W lecie 1893, kiedy prowadziła wykłady  na Colorado College w Colorado Springs, dołączyła do grupy, która wybrała się na wędrówkę tradycyjnymi wozami przez prerię. Weszła wtedy na liczący 14 000 stóp (około 4200 metrów) Pikes Peak. Przez 25 lat była w bliskim związku z Katharine Coman, wykładowczynią ekonomii i poetką. Zmarła w wieku niespełna siedemdziesięciu lat 28 marca 1929 w Wellesley w Massachusetts.

## Twórczość

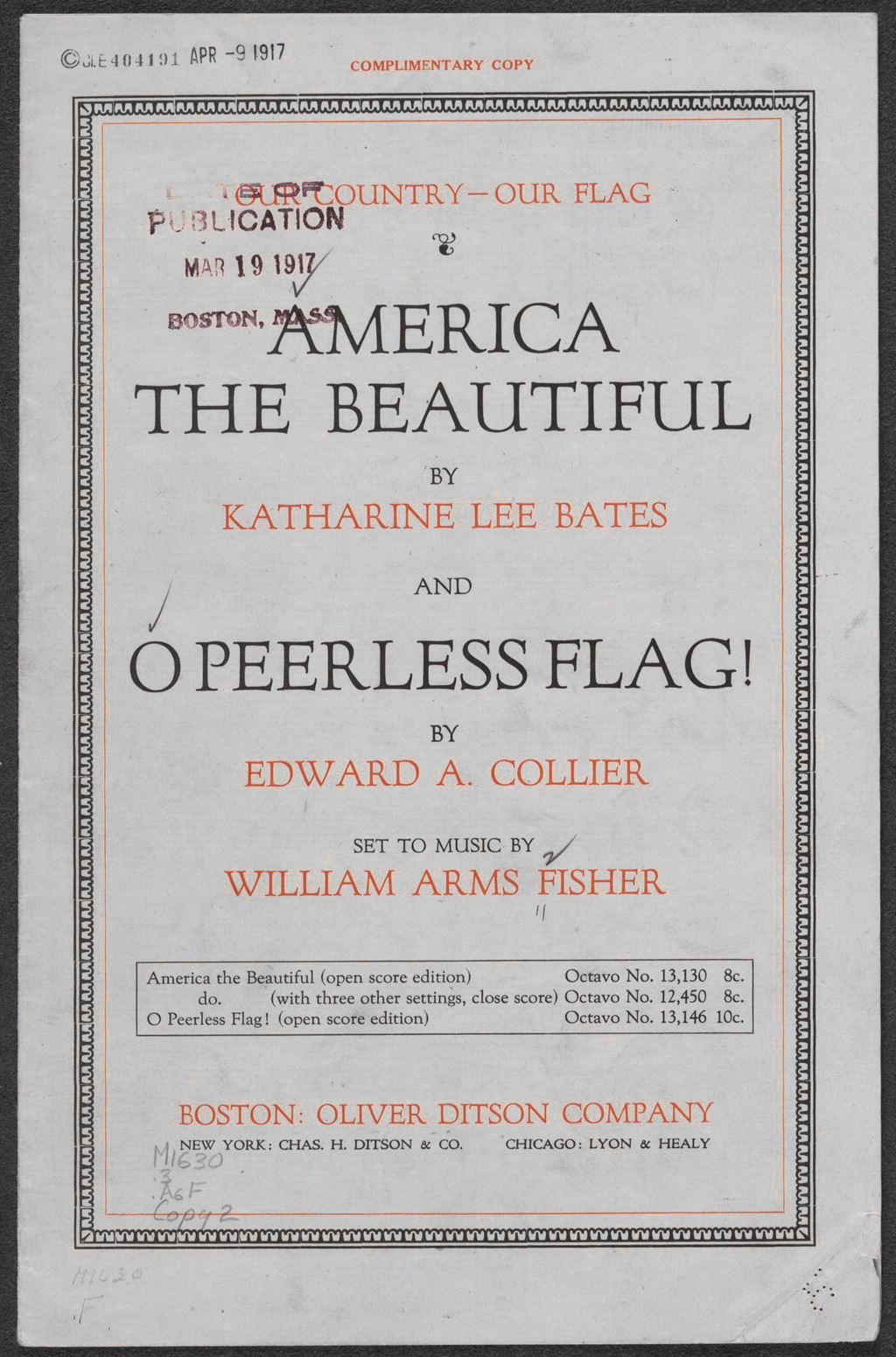
Broszura z nutami do hymnu "America the Beautiful" Katharine Lee Bates i Williama Armsa Fischera

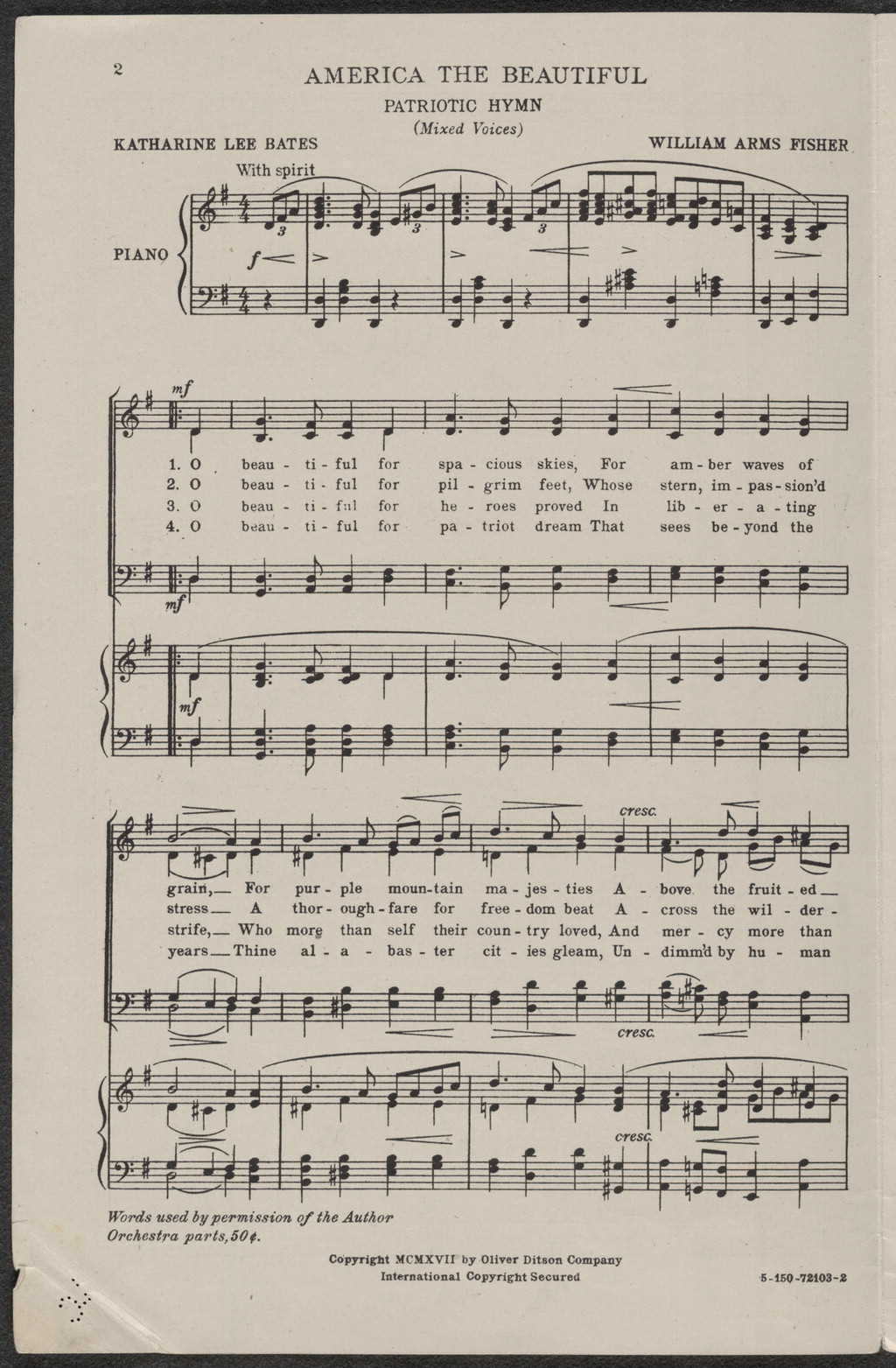
Zapis nutowy hymnu "America the Beautiful"

Poetka jest znana przede wszystkim jako autorka słów do hymnu America the Beautiful, do którego muzykę skomponował William Arms Fischer. Tomik wierszy Yellow Clover: A Book of Remembrance poświęciła zmarłej ukochanej, wspomnianej Katharine Coman, która zmarła na raka w  wieku 57 lat. Zbiorek ten zawiera między innymi poemat In Bohemia. Wydała także antologię angielskich ballad. Oprócz tego publikowała prace naukowe z dziedziny szekspirologii. Wydała (wraz z Lillą Weed) cenne dla badaczy opracowanie Shakespeare; Selective Bibliography and Biographical Notes. Pieśń America the Beautiful jest uważana za jeden z amerykańskich hymnów narodowych.
O beautiful for spacious skies,
For amber waves of grain,
For purple mountain majesties
Above the fruited plain!
America! America!
God shed His grace on thee
And crown-thy good with brotherhood
From sea to shining sea!
Jeden z utworów poetka poświęciła zatonięciu Titanica w nocy z 14 na 15 kwietnia 1912. Innym znanym utworem, o wymowie pacyfistycznej, jest wiersz Fodder For Cannon (czyli Mięso armatnie).